# Kappa (plagg)

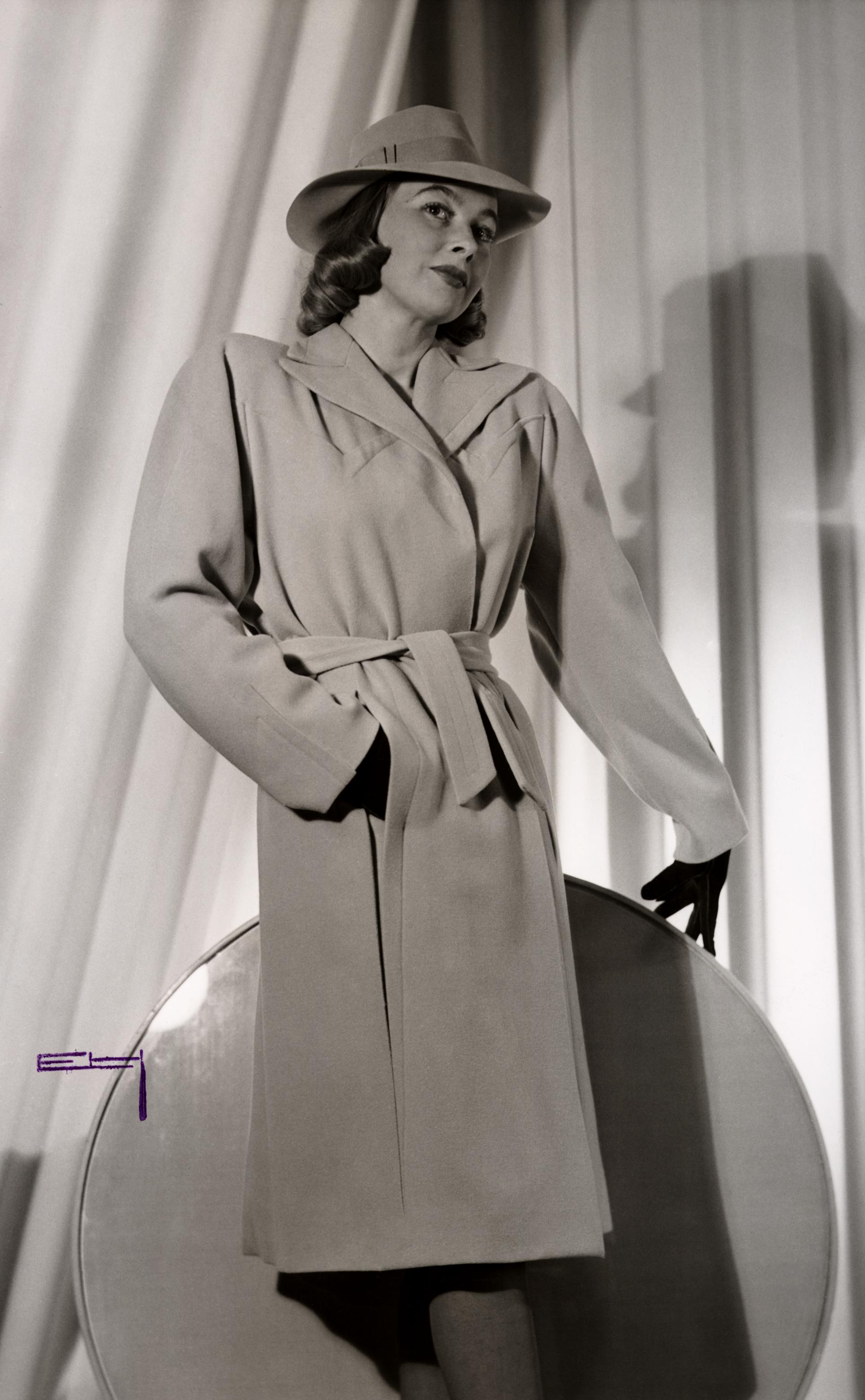
Visning på NK:s Franska, Nordiska Kompaniet mars 1943. En kvinnlig modell poserar iklädd kappa och hatt.

Kappa är sedan 1800-talet främst ett kvinnligt ytterplagg, motsvarande männens överrock, vanligen långt, enkel- eller dubbelknäppt, oftast med krage och slag, använt i dagligt bruk, som resplagg eller i finare material för aftonbruk.

## Historia
Under tidig medeltid var kappan en kåpa, ett överplagg med kapuschong. Från senmedeltiden syftar kappa på ett plagg med relativt stor vidd, ibland ärmförsett, stundom med ok över axlarna och ofta med krage istället för kapuschong.
Kappan (slängkappan) var under en lång tid på 16-1700-talet ett militärt plagg i alla svenska truppslag och tillverkades då av kläde och boj med krage och ett par spännen. En bevarad kappa från tiden är Karl XII:s kappa på Livrustkammaren.